# INS Ranjit (D53)
Большой противолодочный корабль «Ловкий», также известный как эскадренный миноносец «Ранджит» (хинди भारतीय युद्ध पोत रणजीत, англ. Ranjit) — корабль проекта 61-МЭ (код НАТО — «Kashin-II class», известный также как «Rajput»), построенный в 1970—1980 годы в СССР по заказу индийского правительства. Большой противолодочный корабль (БПК) «Ловкий» с 1981 года находился в составе Военно-морского флота СССР, а в 1983 году был передан Индии и вошел в состав ВМС Индии как эскадренный миноносец.

## История
29 июня 1977 года БПК проекта 61-МЭ «Ловкий» был заложен на судостроительном заводе им. 61 Коммунара в Николаеве под заводским номером 2203.
30 октября 1981 года «Ловкий» был зачислен в списки кораблей ВМФ СССР. 16 июня 1979 года — спущен на воду, и 20 июля 1983 года вступил в строй, временно войдя в состав Краснознамённого Черноморского флота.
24 ноября 1983 года «Ловкий» был исключён из состава ВМФ СССР и передан Индии, где был переименован и переклассифицирован в эскадренный миноносец «Ранджит».
Весной 2007 года эсминец принимал участие в совместных учениях Simbex с ВМС Сингапура около Порт-Блэра. В том же году участвовал в совместных учениях с США (англ. Malabar 2007), предусматривающих проведение агрессивных маневров по затруднению действий противника и операции «визит, высадка на борт, поиск и захват» (VBSS, от англ. Visit, Board, Search and Seizure), с ВМС Китая и России (Индра-2007).

## Тактико-технические характеристики

### Вооружение
1. Артиллерийские комплексы
  - Одна спаренная 76,2-мм артустановки (АУ) АК-726 на 600 выстрелов;
  - Четыре спаренных 30-мм АУ АК-230 на 1 000 выстрелов или четыре шестиствольных 30-мм АК-630М на 3 000 выстрелов.
2. Ракетные комплексы
  - Четыре ПКРК для ракет П-15 «Термит»;
  - Два ЗРК С-125 «Печора» (код НАТО — «SA-3», для ракет — «SA-N-1»).
3. Противолодочное
  - Один пятитрубный 533-мм торпедный аппарат (ТА) ПТА-53-61 (по 5 торпед);
  - Две двенадцатиствольные (калибр 213 мм) реактивные бомбомётные установки РБУ-6000 (под РГБ-60 снаряд; 96 шт.).
4. Авиационное
  - Один многоцелевой вертолёт Ка-28 (или «Алуэтт» III), в ангаре.